# Túrabakancs (televíziós műsor, Magyar Televízió)
A Túrabakancs a Magyar Televízió turista magazinműsora volt, ami 1996 és 1999 között futott. Műsorvezetője: Papp Endre, szerkesztője: Bánki Ilona volt.

## Történet
A műsor általában havonta jelentkezett, és különböző turisztikai látnivalókat mutattak be Magyarországon és a szomszédos országokban, ezenkívül kirándulási lehetőségeket ajánlottak gyalogosan, vízen és kerékpáron, ezenkívül bemutatták, hogy mit kell tudni a turistajelzésekről. Peták István, a Magyar Természetbarát Szövetség elnöke a legtöbb epizódban tartott egy kis turista-történelmet a Természetbarát szervezetekről, és azok munkájáról.
Kezdetben 25–30 perc volt a műsorok hossza, majd az utolsó, 1999-es évben már csak 20 percesek voltak.

## Hiba
Az 1997. november 24-i adásban, amikor Thuróczy Lajossal, a Magyar Természetjáró Szövetség tiszteletbeli elnökével beszélgetnek, akkor Lajos helyett véletlenül István írnak oda keresztnévként.

## Külső hivatkozások
- PORT.hu